# 康盤石
康盤石（朝鲜语：／，1892年4月21日—1932年7月31日），朝鲜独立运动家金亨稷之妻，金日成的母亲，金正日的祖母，金正恩的曾祖母。也做康磐石。

## 生平
她父亲康敦煜是平安道平壤府的长老会牧师，她17歲与金亨稷結婚，1912年生金成柱（後改名金日成），1920年搬到中国东北生活。1932年去世，終年40歲。

## 神格化
在朝鲜被称朝鲜之母。康盤石烈士子女大學與康盤石中學都是以她的名字命名。

## 家族
- 父：康敦煜（강돈욱）（1871年2月3日—1943年11月14日）基督教長老會牧師
- 母：魏敦信（위돈신）
- 兄：康晋錫（강진석）（1890年1月19日—1942年11月12日）長老會牧師、白山武士團組織成員
- 兄：康用錫（강용석）
- 弟：康龍錫（강룡석）
- 再從叔：康良煜（강량욱）（1904年12月7日—1983年1月9日）長老會牧師、北朝鮮臨時人民委員会委員長（日本中央大學畢業）
- 良煜妻：宋守貞（송석정）平安南道肅川郡出身
- 良煜二子：康永燮，朝鮮基督教聯盟中央委員長、朝鮮民主主義人民共和国最高人民会議常任委員会委員